# Zamek Alego Paszy w Butrincie
Zamek Alego Paszy w Butrincie (alb.: Kalaja E Ali Pashes Ne Butrint) – zamek w Butrincie, w południowo-zachodniej Albanii, u ujścia kanału Vivari. 
Początki twierdzy w Butrincie sięgają XIII wieku, kiedy stanowiła ona jeden z umocnionych ośrodków na terenie Despotatu Epiru. Rozwój twierdzy przypadł na czasy dominacji weneckiej w tej części Albanii. W początkach XVI w. Butrint był ważną bazą dla Wenecjan, operujących z Korfu, którzy w okolicach Butrintu zajmowali się połowem ryb i pozyskiwaniem drewna. W czasie konfliktów wenecko-osmańskich zamek wielokrotnie przechodził z rąk do rąk. Na mocy układu w Campo-Formio twierdzę wenecką w 1797 zajęły na krótko oddziały francuskie, które zniszczyły ją doszczętnie w 1798. Odbudowano ją w 1819 z inicjatywy osmańskiego możnowładcy Alego Paszy, dla którego była to jedna z najważniejszych rezydencji na ziemiach albańskich, kontrolująca ruch na morzu pomiędzy Korfu a wybrzeżem Albanii (po zajęciu przez Brytyjczyków Wysp Jońskich). Była to wówczas niewielka budowla na planie kwadratu, z trzema wieżami. Należała do systemu obronnego, obejmującego Tepelenę i Gjirokastrę, Porto Palermo i Libohovę.
Do czasów współczesnych zachowała się centralna wieża i część murów. Mury wznoszą się do wysokości pięciu metrów, zamek ma tylko jedno wejście od strony północnej. W 1948 została wpisana do rejestru zabytków chronionych przez państwo. Obecnie pełni funkcję muzeum na wolnym powietrzu.